# Federacija
Federacija je državna ureditev, ki združuje dve ali več enakopravnih in relativno samostojnih državnih enot - zvezne države. Njena pravna narava je sporna, ker ustavnopravna teorija šteje državno suverenost za nedeljivo. Federacija je v tem smislu prehodna stopnja med konfederacijo, kjer imajo državno suverenost države članice, in decentralizirano unitarno državo, kjer si državno suverenost lasti Zveza, federalne enote pa imajo večjo ali manjšo stopnjo upravne, lahko pa tudi zakonodajne avtonomije. Danes se večinoma federacijo šteje za unitarno državo z izrazito stopnjo decentralizacije, vendar je vnaprej za razmejitev med obema skoraj nemogoče spisati enotno formulo.
Značilnost federacije je posebna oblika zakonodajnega organa, ki je praviloma sestavljen iz dveh enakopravnih domov, pri čemer spodnji zastopa interese celokupnega ljudstva federacije ter je oblikovan proporcionalno, zgornji pa interese federalnih enot in je oblikovan paritetno.

## Primeri danes obstoječih federacij
- Avstrija (Republika Avstrija)
- Avstralija (Avstralska zveza)
- Indija (Republika Indija)
- ZDA (Združene države Amerike)
- Nemčija (Zvezna republika Nemčija)
- Brazilija (Federativna republika Brazilija)
- Mehika (Združene mehiške države)
- Rusija (Ruska federacija)
- Bosna in Hercegovina

## Primeri zgodovinskih federacij
- Avstro-Ogrska
- Sovjetska zveza
- Jugoslavija (SFRJ)
- Srbija in Črna gora
- Češkoslovaška
- Zvezna republika Jugoslavija